# Apoštolští Otcové
Apoštolští Otcové jsou církevní spisovatelé nejstarších dějin křesťanství.
V užším smyslu označuje ty rané církevní spisovatele, kteří znali anebo mohli znát apoštoly. Tento výčet zahrnuje tři spisovatele:
- sv. Klement Římský († asi 101)
- sv. Ignác z Antiochie († asi 106)
- sv. Polykarp ze Smyrny († mezi 155 a 167)

V širším smyslu tento pojem zahrnuje církevní spisovatele konce 1. a první poloviny 2. století.

## Vznik pojmu
Toto označení nalézáme již na konci 2. století, neboť sv. Irenej z Lyonu (140–202) hovoří o Polykarpovi jako o „apoštolském“. Do běžného patrologického slovníku však slovo proniklo teprve v 17. století. Učený laik Jean-Baptiste Cotelier roku 1672 vydal Díla svatých Otců, kteří žili v apoštolské době a 2. vydání tohoto díla nazval Apoštolští Otcové.[zdroj?]

## Seznam apoštolských Otců
Cotelier vydal spisy těchto pěti autorů:
- sv. Klement Římský
- sv. Ignác z Antiochie
- sv. Polykarp ze Smyrny
- sv. Barnabáš: vlastně Pseudo-Barnabáš, neboť autor listu zůstává neznámý
- Hermas, autor Pastýře Hermova

Záhy se k těmto autorům začali počítat další dva:
- neznámý autor Listu Diognétovi
- Papias z Hierapole

Objevy konce 19. století a začátku 20. století tento soupis rozšířily:
- Didaché objevena 1883
- Ódy Šalomounovy objeveny 1905

## Vliv apoštolských Otců
Starověká křesťanská literatura nám dává poznat, že až do 4. století byla díla apoštolských Otců obecně známa, čtena a velmi ceněna. Ve 4. století však jejich význam začal upadat a to zvláště kvůli skutečnosti, že neměli význam pro „velkou teologii“, která v této době zažívala svůj zlatý věk. Během středověku byli pak apoštolští Otcové téměř zapomenuti.[zdroj?]
Nová vlna zájmu o apoštolské Otce přišla s protestantskou reformací v 16. století, kdy se reformátoři při své snaze odštěpit od společenství s římskou církví tázali, jaká byla víra církve v prvních staletích a zda ji římská církev věrně zachovala.[zdroj?]
Význam těchto autorů pro dnešní teologické a historické bádání spočívá v jejich časové (případně i lidské) blízkosti apoštolům coby učedníkům Ježíše Krista. Církev je považuje za nejstarší svědky tradice víry, která k těmto apoštolům sahá, a která podle jejího učení zůstává neporušená. Spisy těchto spisovatelů jsou tak svědectvím o životě křesťanů na přelomu 1. a 2. století.[zdroj?]